# Roman Kretschmer
Roman Kretschmer (* 2. Juli 1956) ist ein deutscher Hörspiel- und Synchronsprecher.

## Leben
Roman Kretschmer absolvierte ein Schauspielstudium an der Hochschule für Schauspielkunst „Ernst Busch“ Berlin. Seit 1990 ist er als Synchronsprecher tätig. Er sprach über 480 Sprechrollen ein. 
Mitte der 1990er Jahre bildete er zusammen mit Mario von Jascheroff das Deutsch-Pop-Duo Schulz & Schulz, mit dem er eine EP und ein Album veröffentlicht hat.

## Filmografie
- 1985: Die unwürdige Greisin (Fernsehfilm)

## Synchronrollen (Auswahl)

### Filme
- 1990: Zum Töten freigegeben: Tom Wright als Charles
- 1996: Bullet – Auge um Auge: Adrien Brody als Ruby
- 1997: Die Scharfschützen: John Tams als Rifleman Daniel Hagman
- 2002: Road to Perdition: Daniel Craig als Connor Rooney
- 2006: Ricky Bobby – König der Rennfahrer: John C. Reilly als Cal Naughton
- 2010: Shanghai: Nicholas Rowe als Ralph
- 2013: Snitch – Ein riskanter Deal: Barry Pepper als Cooper
- 2014: Northmen – A Viking Saga: Leo Gregory als Jorund
- 2014: Bullet: Torsten Voges als Kruger
- 2014: Tokarev – Die Vergangenheit stirbt niemals: Peter Stormare als Francis O’Connell

### Fernsehserien
- 2001: Band of Brothers – Wir waren wie Brüder: Donnie Wahlberg als C. Carwood Lipton
- 2010–2011: Misfits: Craig Parkinson als Shaun
- 2011: Angry Boys: Richard Lawson als Shwayne
- 2012: Sindbad: Elliot Cowan als Gunnar
- 2013–2014: Betas: Ed Begley junior als George Murchison
- 2013–2015: Da Vinci’s Demons: Elliot Cowan als Lorenzo Medici
- 2017–2018: DreamWorks Dragons: Krogan (Animationsserie)
- 2018: Spuk in Hill House: Robert Longstreet als Mr. Dudley